# Daniel-Lesur
Daniel-Jean-Yves Lesur conegut com a Daniel-Lesur (París, 19 de novembre, 1908 - Puteaux (Alts del Sena), 2 de juliol, 2002), fou compositor i organista francès.

## Biografia
La seva mare, Alice Lesur, era una compositora coneguda a la dècada de 1920. Va ser amb ella que va començar a escriure abans d'entrar al Conservatori de París als 12 anys a la classe de Jean Gallon. Alumne de Charles Tournemire, va ensenyar el 1935 a la Schola Cantorum, on va passar a ser director 25 anys més tard (del 1957 al 1962). També va ser organista de l'abadia benedictina de París del 1935 al 1939 i del 1942 al 1944. El 1936, amb Yves Baudrier, André Jolivet i Olivier Messiaen, en reacció contra el neoclassicisme i contra l'estètica abstracta de l'Segona Escola de Viena, van constitueixen el grup "Jeune France".
El 1944 es va fer càrrec de la informació musical a la Radiodifusió francesa, abans d'exercir les funcions d'assessor musical de la televisió del 1961 al 1968. El 1964 va proposar a l'Oficina de Radiodifusió-Televisió francesa (ORTF) que confiés a Jean-Jacques Grünenwald la composició del nou tema musical del primer canal. L'any 1973 va ser nomenat inspector general de Música del Ministeri d'Afers Culturals.
El 23 de maig de 1971 va ser nomenat administrador de la "Réunion des théâtres lyriques nationaux" (RTLN) i es va incorporar a Bernard Lefort com a director. Van ser substituïts l'1 de gener de 1973 pel director suís Rolf Liebermann que va ocupar ambdues funcions fins que l'estructura es va dissoldre el 1978.
Daniel-Lesur va ser elegit membre de l'Acadèmia de Belles Arts l'any 1982. En aquest càrrec, va presidir el jurat del Concurs Internacional de Cant de Tolosa en 4 ocasions.
Està enterrat al cementiri de Passy (5a divisió) al districte XVI de París. La seva dona, nascuda Simone Lauer, va morir el 2 de gener de 2018 a l'edat de 106 anys.

## Obres
És autor d'obres escèniques, entre elles tres òperes (entre elles Andrea del Sarto, 1968) i un ballet. Andrea del Sarto, basada en el drama en 3 actes d'Alfred de Musset (1833), va ser creada a Marsella el 1969 i va ser presentada a l'Òpera de Niça l'any següent. La reina morta, òpera segons Henry de Montherlant, es va estrenar a Radio-France el 19 de març de 2005.
Daniel-Lesur és també autor d'obres destinades al concert i de diverses peces de música vocal. De les quals:
- Cinc cançons cambodjanes: La llengua de les flors, Sangiar, Pirogues, Peï Pond, The King's Journey.
- El Càntic dels Càntics del rei Salomó, per a 12 veus a capella.

També va compondre per a ràdio i cinema.

## Música de cinema
- 1959 : La Sentence de Jean Valère
- 1956 : Les Aventures de Gil Blas de Santillane de René Jolivet
- 1956 : Ce soir les jupons volent de Dimitri Kirsanoff - (música per Raymond Legrand)
- 1955 : Cherchez la femme de Raoul André
- 1955 : Dix-huit heures d'escale de René Jolivet - (música per Marc Lanjean)
- 1954 : Les Clandestines de Raoul André
- 1954 : Marchandes d'illusions de Raoul André
- 1949 : Le Mystère Barton de Charles Spaak
- 1949 : Fleur de fougère de Ladislas Starewitch

## Distincions
- Premi Internacional Maurice Ravel
- Premi Samuel-Rousseau atorgat per l'Acadèmia de Belles Arts
- Grans Premis de la Ciutat de París, del Consell General del Sena i de la Societat d'Autors i Compositors Dramàtics
- Membre de l'Institut
- Membre associat de la Reial Acadèmia de Bèlgica
- Membre de l'Acadèmia Europea de Ciències, Arts i Lletres
- President honorari de l'Acadèmia Charles-Cros